# Zygmunt Hajkowski
Zygmunt Hajkowski (ur. 25 kwietnia 1889 w Szczercowie w powiecie łaskim w guberni piotrkowskiej, zm. 21 marca 1942 w Auschwitz-Birkenau) – nauczyciel, polonista i literat, badacz historii literatury polskiej i bibliofil; działacz kulturalny, polityczny i społeczny, ofiara reżimu nazistowskiego.

## Życiorys
Pochodził z rodziny robotniczej, był synem Michała i Jadwigi z Jureckich. Do szkoły podstawowej i do gimnazjum uczęszczał w Łodzi; w 1906 roku brał udział w strajku szkolnym, zaś od 1909 należał do Organizacji Młodzieży Niepodległościowej „Zarzewie”. Wstąpił na Wydział Filozoficzny Uniwersytetu Jagiellońskiego, gdzie (z przerwami spowodowanymi ciężką sytuacją materialną) studiował historię i polonistykę, uzyskując absolutorium, po czym złożył egzamin nauczycielski. Od 1916 pracował w Gimnazjum im. Stanisława Staszica w Zgierzu, gdzie nauczał języka polskiego i literatury polskiej oraz łaciny, a od 1919 te same przedmioty wykładał w III Państwowym Męskim Gimnazjum im. J. Piłsudskiego w Łodzi (dziś III LO im. T. Kościuszki).
Poza pracą zawodową był znanym w Łodzi działaczem kulturalnym i społecznym. Bibliofil – był członkiem założycielem (w kwietniu 1927) Towarzystwa Bibliofilów Łódzkich i jego prezesem w latach 1935–1939.
W 1940 został wysiedlony z Łodzi przez Niemców; przebywał m.in. w Warszawie; tam został aresztowany przez Gestapo i wywieziony do obozu koncentracyjnego Auschwitz-Birkenau, gdzie zmarł.

## Odznaczenia
- Medal Niepodległości (7 lipca 1931)[4]
- Srebrny Wawrzyn Akademicki (4 listopada 1937)[5]

## Publikacje
- Losy księgozbioru Feliksa Wężyka. Nakładem Towarzystwa Bibliofilów Łódzkich, Łódź 1928.
- Boruta w literaturze pięknej. Prace Polonistyczne 1937, s. 53–84.
- Bibliografia historii jednostek terytorialnych województwa łódzkiego. Część 3, Łódź(?) 1939.